# 以色列—科威特關係
以色列和科威特没有外交关系。科威特拒绝任何持有以色列签发的护照或证明前往以色列国旅行的人入境；以色列没有正式的入境或贸易限制。在阿拉伯国家和以色列国之间的战争期间，科威特部队参与对抗以色列国。
虽然两国敌对，但是两国都曾经被倭马亚帝国、奥斯曼帝国，以及大英帝国所统治。

## 历史
科威特据称抵制以色列产品。2014年1月，科威特抵制了在阿布扎比举行的可再生能源会议，因为以色列也参加了该会议。